# Rhopalomyia micranthae
Rhopalomyia micranthae är en tvåvingeart som beskrevs av Fedotova 1995. Rhopalomyia micranthae ingår i släktet Rhopalomyia och familjen gallmyggor.
Artens utbredningsområde är Kazakstan. Inga underarter finns listade i Catalogue of Life.